# Дніпропетровське відділення Українського державного інституту мінеральних ресурсів
Дніпропетровське відділення Українського державного інституту мінеральних ресурсів (ДВ УкрДІМР) — науково-дослідний структурний підрозділ УкрДІМР. Засноване в 1959 р.
Діяльність відділення спрямована на виконання науково-дослідних, методичних, конструкторських робіт по оцінці та розвитку мінерально-сировинної бази України, удосконаленню техніки та технології буріння геологорозвідувальних свердловин, а також на екологічні дослідження.
Відділення має чотири наукових підрозділи:
- геології вугільних родовищ,
- гідрогеології та екогеології,
- рудної геології і геофізики,
- техніки та технології буріння свердловин.

На 01.01.97 в ДВ УкрДІМР працювало 110 чоловік, у тому числі 1 доктор наук та 22 кандидатів наук.
Адреса - м. Дніпро, вул. Каруни, 1.